# Военная энциклопедия (1994—2004)
«Военная энциклопедия» — восьмитомное научно-справочное издание, систематизирующее знания по военной истории и военному делу, выпущенное в 1994—2004 годах.
Содержит военно-теоретические, военно-исторические, военно-технические, военно-географические и биографические статьи, дополненные иллюстрациями, картами, схемами, рисунками, чертежами, фотографиями и репродукциями. Всего энциклопедия насчитывает около 11 тысяч статей, в том числе около 2100 статей о советских и российских, а также зарубежных военных деятелях. Все тома вышли тиражом 10 тыс. экземпляров.
Председателями редакционной комиссии состояли: И. Н. Родионов (т. 1), П. С. Грачёв (тт. 2—3), И. Д. Сергеев (тт. 4—5) и С. Б. Иванов (тт. 6—8). В работе над энциклопедией принимали участие 5 тысяч авторов и 14 тысяч рецензентов.
В отличие от Советской военной энциклопедии в данном издании большее внимание уделено военной истории России до революции, более полно освещены события Гражданской и Великой Отечественной войны, материалы и терминология издания в целом деидеологизированы.

## Тома
- Военная энциклопедия в 8 томах. Т. 1: «А» — Бюлов / Гл. ред. комиссии И. Н. Родионов. — М.: Воениздат, 1997. — 639 с. — ISBN 5-203-01655-0.
- Военная энциклопедия в 8 томах. Т. 2: Вавилония — Гюйс / Гл. ред. комиссии П. С. Грачёв. — М.: Воениздат, 1994. — 544 с. — ISBN 5-203-00299-1.
- Военная энциклопедия в 8 томах. Т. 3: «Д» — Квартирьер / Гл. ред. комиссии П. С. Грачёв. — М.: Воениздат, 1995. — 543 с. — ISBN 5-203-00748-9.
- Военная энциклопедия в 8 томах. Т. 4: Квашнин — Марицкая / Гл. ред. комиссии И. Д. Сергеев. — М.: Воениздат, 1999. — 583 с. — ISBN 5-203-01655-0.
- Военная энциклопедия в 8 томах. Т. 5: Маркировка — «Огайо» / Гл. ред. комиссии И. Д. Сергеев. — М.: Воениздат, 2001. — 575 с. — ISBN 5-203-01655-0.
- Военная энциклопедия в 8 томах. Т. 6: Огарков — «Прогресс» / Гл. ред. комиссии С. Б. Иванов. — М.: Воениздат, 2002. — 639 с. — ISBN 5-203-01873-1.
- Военная энциклопедия в 8 томах. Т. 7: Продовольственная служба — Таджикистан / Гл. ред. комиссии С. Б. Иванов. — М.: Воениздат, 2003. — 735 с. — ISBN 5-203-01874-X.
- Военная энциклопедия в 8 томах. Т. 8: Таджикский — Яшин / Гл. ред. комиссии С. Б. Иванов. — М.: Воениздат, 2004. — 579 с. — ISBN 5-203-01875-8.